# Phytosciara
Phytosciara är ett släkte av tvåvingar. Phytosciara ingår i familjen sorgmyggor.

## Dottertaxa tillPhytosciara, i alfabetisk ordning[1]
- Phytosciara accincta
- Phytosciara advena
- Phytosciara altilis
- Phytosciara anfracta
- Phytosciara angustiloba
- Phytosciara angustima
- Phytosciara arisaemae
- Phytosciara atrata
- Phytosciara bambusae
- Phytosciara bella
- Phytosciara bellaformis
- Phytosciara biceps
- Phytosciara bifida
- Phytosciara biloba
- Phytosciara bisperi
- Phytosciara bispicata
- Phytosciara bistriata
- Phytosciara bisulcata
- Phytosciara bituberosa
- Phytosciara brachygaster
- Phytosciara brevisulca
- Phytosciara chaetocoxa
- Phytosciara coheri
- Phytosciara collina
- Phytosciara commina
- Phytosciara conicudata
- Phytosciara contigera
- Phytosciara conturbata
- Phytosciara coracina
- Phytosciara coronula
- Phytosciara crassidens
- Phytosciara crebrichaeta
- Phytosciara crenula
- Phytosciara ctenotipia
- Phytosciara cultrata
- Phytosciara cygnix
- Phytosciara decamera
- Phytosciara densa
- Phytosciara didactyla
- Phytosciara difurcata
- Phytosciara dilatata
- Phytosciara diversa
- Phytosciara dolichochaeta
- Phytosciara dolichotoma
- Phytosciara duplex
- Phytosciara duplicidens
- Phytosciara eleganta
- Phytosciara endotriacantha
- Phytosciara ensifera
- Phytosciara evexa
- Phytosciara exlobata
- Phytosciara exsecta
- Phytosciara extrema
- Phytosciara exuta
- Phytosciara fabulosa
- Phytosciara falcicula
- Phytosciara ferulifera
- Phytosciara filichaeta
- Phytosciara filispinosa
- Phytosciara flavescens
- Phytosciara flavidula
- Phytosciara flavipes
- Phytosciara flexa
- Phytosciara fumida
- Phytosciara furcifera
- Phytosciara furtiva
- Phytosciara fuscina
- Phytosciara gambosa
- Phytosciara gemellata
- Phytosciara germana
- Phytosciara gibbosa
- Phytosciara gilvifucata
- Phytosciara glomerata
- Phytosciara halterata
- Phytosciara hamulosa
- Phytosciara hastigera
- Phytosciara incisa
- Phytosciara insignituberosa
- Phytosciara intermedialis
- Phytosciara latifurca
- Phytosciara latilingula
- Phytosciara ligulifera
- Phytosciara macrotricha
- Phytosciara maculosa
- Phytosciara megacera
- Phytosciara megachaeta
- Phytosciara megumiae
- Phytosciara meracula
- Phytosciara mima
- Phytosciara montana
- Phytosciara nepalensis
- Phytosciara nigrovittata
- Phytosciara ninae
- Phytosciara obtusa
- Phytosciara octospina
- Phytosciara oldenbergi
- Phytosciara ornata
- Phytosciara pandoxa
- Phytosciara parallela
- Phytosciara parmula
- Phytosciara pectinata
- Phytosciara pectinifera
- Phytosciara pentacanta
- Phytosciara pentadactyla
- Phytosciara perfida
- Phytosciara pexata
- Phytosciara plusiochaeta
- Phytosciara pollex
- Phytosciara porrecta
- Phytosciara processifera
- Phytosciara producta
- Phytosciara prohalterata
- Phytosciara prolifica
- Phytosciara prolixa
- Phytosciara prosciaroides
- Phytosciara pseudohalterata
- Phytosciara pseudoornata
- Phytosciara qingyuana
- Phytosciara quadriangulata
- Phytosciara quantula
- Phytosciara saetosa
- Phytosciara scopulifera
- Phytosciara semiferruginea
- Phytosciara setifurca
- Phytosciara spicispina
- Phytosciara stenura
- Phytosciara subflavipes
- Phytosciara subfumida
- Phytosciara subornata
- Phytosciara subulata
- Phytosciara subungulata
- Phytosciara tetrix
- Phytosciara torulosa
- Phytosciara triloba
- Phytosciara tumidula
- Phytosciara turgida
- Phytosciara uncata
- Phytosciara ungulata
- Phytosciara ussuriensis
- Phytosciara wui
- Phytosciara vulcanata
- Phytosciara wuyiana
- Phytosciara zingiberis